# Эльбингероде (Херцберг-Гарц)
Эльбингероде (нем. Elbingerode, буквально означает: Эльбингероде (возле Херцберга-в-Гарце)) — коммуна в Германии, в земле Нижняя Саксония.
Входит в состав района Остероде. Подчиняется управлению Хатторф (Гарц). Население составляет 426 человек (на 31 декабря 2010 года). Занимает площадь 5,66 км².
| Год  | Население |
| ---- | --------- |
| 1990 | 461       |
| 1995 | 445       |
| 2000 | 471       |
| 2005 | 500       |
| 2010 | 440       |